# 董正浩
董 正浩（トン・ジョンホ、朝鮮語: 동정호、1956年 - ）は、朝鮮民主主義人民共和国の政治家。朝鮮労働党中央委員会委員、内閣副総理。建設建材工業相などを歴任。

## 経歴
1956年に南浦特別市で生まれた。2003年8月に建設建材工業省科学技術局長を経て、2005年には副相に就任した。同年4月に建設建材工業相に就任し、2017年に退任するまで12年間務めた。同年4月朝鮮マラソン協会委員長にも就いた。2009年には、最高人民会議第12期代議員に選出された。2010年9月には朝鮮労働党中央委員会委員候補に選出され、2016年5月9日に開催された朝鮮労働党第7次大会で朝鮮労働党中央委員会委員に再選された。2017年5月には最高人民会議常任委員会によって内閣副総理に任命された。2019年10月に行われた、三池淵線開通式典に金正恩党委員長と共に参加し、同年12月に郡から市に昇格した、三池淵市の再開発事業の竣工式に参加した。

## 参考サイト
- 북한정보포털

| 先代趙允熙 | 建設建材工業相2005年 - 2017年 | 次代朴勲 |